# Eucereon cyneburge
Eucereon cyneburge är en fjärilsart som beskrevs av William Schaus 1924. Eucereon cyneburge ingår i släktet Eucereon och familjen björnspinnare. Inga underarter finns listade i Catalogue of Life.